# Parasuchidae
De Parasuchidae zijn een familie van uitgestorven phytosauriërs die meer is afgeleid dan Diandongosuchus, een basale phytosauriër. Het omvat bijna alle phytosauriërs, waaronder vroege vormen die dezelfde ontwikkelingsgraad hebben als Parasuchus, evenals een meer beperkte groep van meer gespecialiseerde phytosauriërs. Deze meer beperkte clade is van oudsher bekend als de familie Phytosauridae en meer recentelijk als de onderfamilie Mystriosuchinae.
Parasuchiden zijn teruggevonden in afzettingen uit het Laat-Trias van Europa, Noord-Amerika, India, Marokko, Thailand, Brazilië, Groenland en Madagaskar. In hun osteologie van Parasuchus stelden Kammerer et alii (2016) voor om Parasuchidae te gebruiken om taxa op te nemen die traditioneel zijn opgenomen in Phytosauridae, evenals taxa even ontwikkeld als Parasuchus. Stocker et alii (2017) gebruiken de phytosauriërclassificatie die wordt bepleit door Kammerer et alii (2016) door Diandongosuchus te vinden als de meest basale phytosauriër buiten Parasuchidae en merkte op dat Diandongosuchus een kortere snuit heeft dan parasuchiden.
In 2016 werd de clade gedefinieerd als de laatste gemeenschappelijke voorouder van Parasuchus hislopi Lydekker, 1885, Wannia scurriensis (Langston, 1949), en Mystriosuchus planirostris (Meyer, 1863); en al zijn afstammelingen.